# ژاک پل مین
ژاک پل مین (به فرانسوی: Jacques Paul Migne) (۲۵ اکتبر ۱۸۰۰ – ۲۵ اکتبر ۱۸۷۵) یک کشیش فرانسوی بود که کارهای فراگیری در زمینه الهیات و گسترش متون مربوط به پدران کلیسا با هدف ایجاد یک کتابخانه جهانی کاتولیک انجام داد.
مین در سنت فلور فرانسه به‌دنیا آمد و در اورلئان به مطالعه الهیات پرداخت. او در سال ۱۸۲۴ میلادی به‌عنوان کشیش اصلی پوساو انتخاب شد؛ اما دیدگاه‌های شدید کاتولیک او با میهن‌پرستی محلی و پادشاهی جدید لوئی فیلیپ سازگار نبود. در سال ۱۸۳۳ میلادی به دلیل انتشار یک مقاله از کشیشی برکنار و به پاریس رفت و در سوم نوامبر همان سال مجله‌ای با نام جهان مذهبی (به فرانسوی: L'Univers religieux) را بدون هرگونه مطلب سیاسی پایه‌گذاری کرد. این مجله به‌سرعت رشد کرد و ۱۸۰۰ مشترک به‌دست‌آورد.